# Ernst Schroffenegger
Ernst Schroffenegger (* 18. September 1905 in Feldkirch; † 1. April 1994) war ein österreichischer Maler.

## Leben
Ernst Schroffenegger studierte Maschinenbau und Elektrotechnik und trat 1923 in den Dienst der Österreichischen Bundesbahnen. In Innsbruck erhielt er eine Ausbildung in der Malerei bei Toni Kirchmayr und Max von Esterle sowie in der Freskomalerei bei Ernst Nepo. 1943/44 studierte er an der Académie de la Grande Chaumière in Paris bei Othon Friesz.
Schroffenegger schuf zahlreiche Wandbilder, unter anderem für das Ruetzkraftwerk und die Aufnahmsgebäude von Bahnhöfen. Zeitweise war er im Vorstand der Tiroler Künstlerschaft. Sein Atelier befand sich in Mieming.

## Auszeichnungen
- Berufstitel Professor, 1976

## Werke
- Wandmalereien im Stiegenhaus, Ruetzkraftwerk, Schönberg im Stubaital, 1941[2][3]
- Wandbild Soldat und Tiroler Schütze, Friedhofskapelle, Soldatenfriedhof Fulpmes, 1962[4]
- Sgraffito Maria mit Kind, Bauernhof Stoaner, Mieming, 1963[5]
- Wandbild, den Schi-Wintersport symbolisierend, Aufnahmsgebäude Bahnhof Seefeld in Tirol, 1963[6]
- Wandbild mit Darstellung der Brixener Kirche, einem Bauernhaus und der Kapelle auf der Hohen Salve, Bahnhof Brixen im Thale, um 1965[7]
- Sgraffiti Tiroler, Handwerker, Fabriksarbeiter, Aufnahmsgebäude Bahnhof Fritzens-Wattens, 1967[8]
- Fassadenfresko hl. Pankratius, Pankratiuskapelle Fiecht, Mieming, 1978[9]